# San Rafael Tepatlaxco
San Rafael Tepatlaxco är en ort i Mexiko.   Den ligger i kommunen Chiautempan och delstaten Tlaxcala, i den sydöstra delen av landet, 110 km öster om huvudstaden Mexico City. San Rafael Tepatlaxco ligger 2 550 meter över havet och antalet invånare är 2 003.
Terrängen runt San Rafael Tepatlaxco är kuperad åt sydost, men åt nordväst är den platt. Runt San Rafael Tepatlaxco är det ganska tätbefolkat, med 230 invånare per kvadratkilometer. Närmaste större samhälle är Tlaxcala de Xicohtencatl, 8,7 km väster om San Rafael Tepatlaxco. I omgivningarna runt San Rafael Tepatlaxco växer i huvudsak blandskog.